# 張英 (嘉靖進士)
張英（1515年—？），字彥實，福建興化府莆田縣人，軍籍，明朝政治人物。御史張曰韜之侄。

## 生平
嘉靖十九年（1540年）庚子科福建鄉試第六十一名舉人。嘉靖二十年（1541年）中式辛丑科會試第二百十七名，登第三甲第一百二十七名進士。授行人司行人，二十四年十二月选授雲南道试監察御史，二十五年九月实授，出按河南，二十八年监臨河南鄉試。累官貴州左參政，以母老疏乞致仕。

## 家族
曾祖張華玉；祖父張宏志；父張儼時，母林氏。慈侍下。